# Mycena vitilis
Mycena vitilis é uma espécie de cogumelo da família Mycenaceae. É encontrado na Europa e na América do Norte.